# Little Children (nummer)
Little Children is een liedje dat is geschreven door J. Leslie McFarland en Mort Shuman. Het nummer werd begin 1964 opgenomen door de Britse popgroep Billy J. Kramer with The Dakotas. Het werd hun vierde single.
Little Children markeerde een trendbreuk in het repertoire van de groep. De voorkanten van de drie voorgaande singles (Do You Want to Know a Secret, Bad to Me en I'll Keep You Satisfied) waren allemaal composities van John Lennon en Paul McCartney. Die twee hadden al een vierde liedje klaarliggen voor Billy J. Kramer en de zijnen: One and One is Two, maar de groep was bang dat ze eeuwig in de schaduw van The Beatles zou blijven staan en koos dus een nummer van een ander.
Het werd de grootste hit van de groep. In maart 1964, een maand na de verschijning, stond de plaat op de eerste plaats in de UK Singles Chart. De plaat werd ook uitgebracht in de Verenigde Staten. In Groot-Brittannië was de achterkant They Remind Me of You, een nummer van Robin MacDonald en Mike Maxfield, twee leden van The Dakotas. Op de Amerikaanse versie werd Bad to Me gezet, een eerdere hit van de groep. Beide kanten werden een hit. Little Children bereikte de zevende plaats in de Billboard Hot 100, Bad to Me de negende.
Ongeveer tegelijk met de single werd in de VS een lp met de naam Little Children uitgebracht. Die bevatte naast Little Children onder andere ook de drie voorgaande hits.
In Nederland kwam het nummer niet verder dan een 42e plaats.
In Groot-Brittannië is het nummer tweemaal opnieuw uitgebracht, in 1976 en 1983, beide malen gekoppeld aan Bad to Me.

## Samenvatting
De zanger van het lied wil alleen zijn met zijn vriendinnetje, maar helaas zijn haar broertjes en/of zusjes hinderlijk aanwezig. De zanger vraagt hun vooral niet door te vertellen dat ze hun oudere zus met hem hebben zien zoenen en belooft hun van alles en nog wat, snoepgoed en een bioscoopje, als ze maar een tijdje ophoepelen.
Behalve Billy J. Kramer with the Dakotas zijn er nauwelijks anderen die het nummer hebben opgenomen. In elk geval heeft niemand anders er ooit een hit mee gescoord.

## NPO Radio 2 Top 2000
| Nummer met noteringen in de NPO Radio 2 Top 2000 | '00  | '01-'02 | '03  |
| ------------------------------------------------ | ---- | ------- | ---- |
| Little Children                                  | 1564 | -       | 1561 |

1. ↑  Een '-' betekent dat het nummer niet was genoteerd en een vetgedrukt getal geeft de hoogste notering aan.
2. ↑  2000 was het eerste jaar met een notering voor dit nummer.
3. ↑  Deze tabel is bijgewerkt tot en met de laatste editie (2024).